# Робинзон Крузо (фильм, 1947)
Робинзон Крузо — советский черно-белый стереокинофильм 1947 года режиссёра Александра Андриевского, снятый в системе «Стерео 35/19», экранизация одноимённого романа английского писателя Даниеля Дэфо.

## Сюжет
После кораблекрушения моряк Робинзон Крузо оказывается на необитаемом острове. Он единственный выживший — все остальные погибли. Поначалу его охватывает отчаяние, но жизнь продолжается, и ему не остаётся ничего другого, кроме как начать обустраиваться на острове, благо часть вещей с корабля, севшего на мель неподалёку от берега, удалось спасти. Впереди его ждут невероятные приключения и множество испытаний.

## В главных ролях
- Робинзон Крузо — Павел Кадочников
- Пятница — Юрий Любимов
- Анатолий Смиранин
- Е. Саникидзе
- В. Павленко